# Maziarnia Wawrzkowa
Maziarnia Wawrzkowa – dawna wieś na Ukrainie na obszarze dzisiejszego rejonu buskiego w obwodzie lwowskim. Leżała między Grabową a Połoniczną.
Gmina Maziarnia Wawrzkowa powstała 5 września 1908 poprzez wydzielenie z gminy Grabowa.
W II Rzeczypospolitej do 1934 roku wieś stanowiła samodzielną gminę jednostkową w powiecie kamioneckim w woj. tarnopolskim. W związku z reformą scaleniową została 1 sierpnia 1934 roku włączona do nowo utworzonej wiejskiej gminy zbiorowej Grabowa w tymże powiecie i województwie. 
W latach 1943–1944 wieś była jedną z placówek silnego ośrodka polskiej samoobrony, tzw. "trójkąta" Maziarnia Wawrzkowa-Grabowa-Huta Połoniecka. W nocy z 24 na 25 marca 1944 roku samoobrona wsi odparła atak UPA, jednak zabudowania Maziarni Wawrzkowej niemal w całości spłonęły. Zginęło wówczas 28 Polaków, w tym 21 członków samoobrony. 3 maja 1944 zgliszcza Maziarni Wawrzkowej zdobyli Niemcy w ramach przeprowadzanej wraz z UPA pacyfikacji. Okupant spalił ostatnie całe budynki, zabito kilkanaście osób. 
Po wojnie teren wsi wszedł w struktury administracyjne Związku Radzieckiego.